# Johann Baptist von Paumgartten

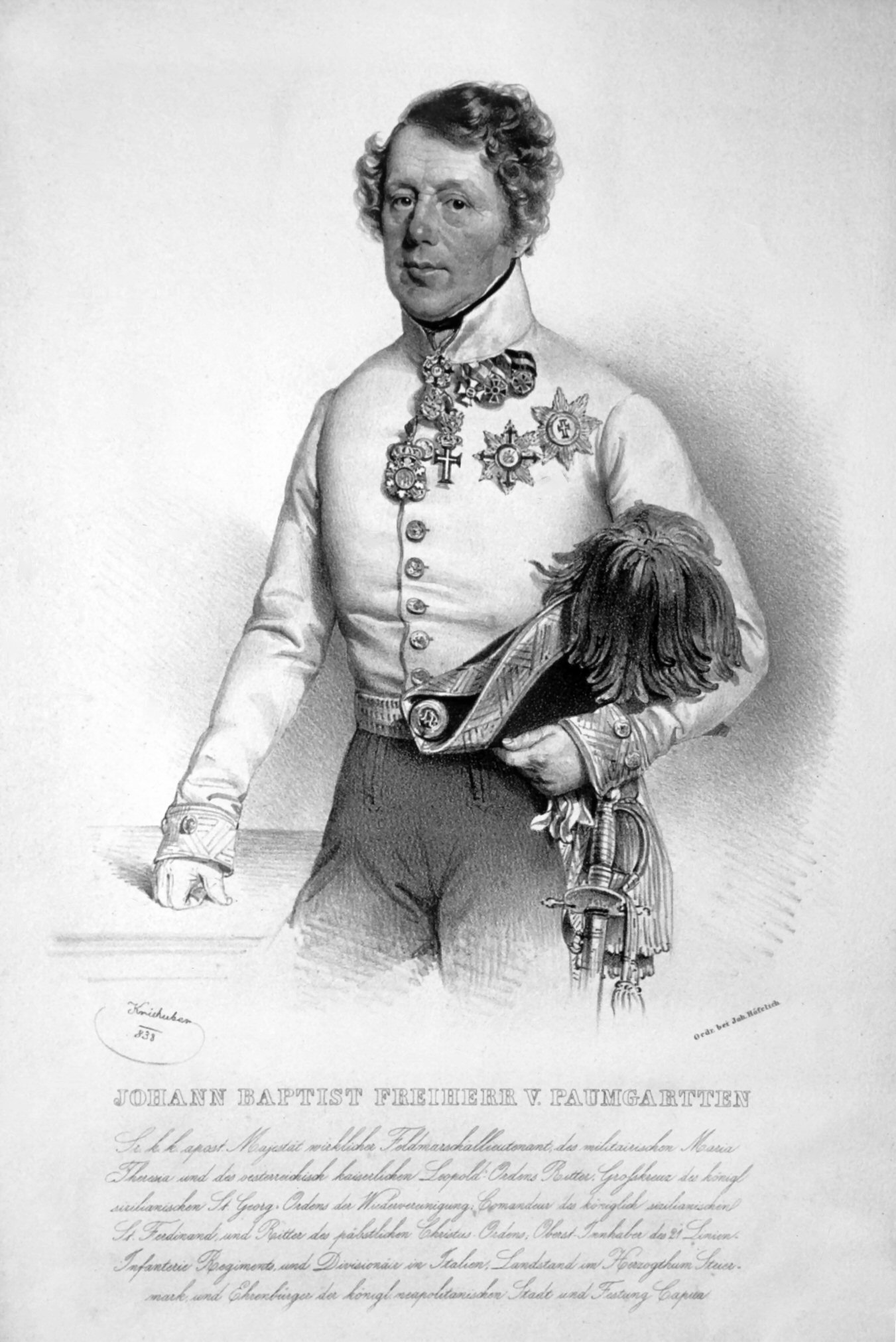
Johann Baptist von Paumgartten, Lithographie von Josef Kriehuber, 1838

Johann Baptist von Paumgartten, ab 1813 Freiherr von Paumgartten (* 26. Juli 1772 in Grieshof bei Feldbach, Steiermark; † 24. September 1849 in Prag) war österreichischer Feldmarschall-Lieutenant und Ritter des Maria-Theresia-Ordens.

## Herkunft
Seine Eltern waren der Gutsbesitzers Maximilian Sigismund von Paumgartten auf Siegersdorf und Wetzelsdorf und dessen zweiter Ehefrau der Freiin Barbara von Metzburg (1740–1786). Der Feldmarschall-Lieutenant Maximilian von Paumgartten war sein Bruder.

## Leben
Er erhielt seine Ausbildung in der Theresianischen Militärakademie von Wiener Neustadt und ging 1787 bei Beginn des 8. Türkenkrieges als Fähnrich in das Infanterieregiment No. 56 (Wenzel Colloredo). Bereits im Jahr 1788 wurde er zum Lieutenant, 1789 zum Oberlieutenant, 1800 zum Capitän, 1801 zum wirklichen Hauptmann und 1805 zum Major befördert. Als solcher und zugleich Adjutant des Generalkommandos. Paumgartten rettete im genannten Jahr bei dem Abmarsch der verbündeten Armeen von Brünn 18 Kanonen und eine große Menge Artillerie auf Gebirgswegen nach Olmütz.
Während des Fünften Koalitionskrieges von 1809 kam er als Korpsadjutant zum Feldmarschall-Lieutenant Hiller. Im Mai 1809 trieben die Franzosen das Korps über die Traun. Am 3. Mai überschritt die Nachhut die Brücke bei Ebelsberg, dabei wurde versäumt die Brücke zu verbrennen. So konnten auch die Franzosen übersetzen und Ebersberg besetzen. Im Korps war man besorgt, da nur ein paar unerfahrene Landwehr-Bataillone dort waren. Paumgartten wollte sich persönlich der Sache annehmen und führte ein Bataillon des Infanterie-Regiment Lindenau. Das Regiment stürmte die französischen Positionen bei Ebelsberg und musste sich schnell zurückziehen. Vielen Franzosen fielen und 750 gerieten in Gefangenschaft, Paumgartten wurde durch eine Kartätsche am linken Arm verwundet. Die Österreicher erobern drei Legions-Adler. Für seine Tat wurde er 1810 mit den Ritterkreuz des Maria-Theresia-Ordens ausgezeichnet, kurz danach wurde er zum Oberstleutnant befördert. 1813 erfolgte, den Statuten des Ordens entsprechend, die  Erhebung in den Freiherrnstand.
Während der Befreiungskriege war er als Oberst und Kommandeur des Infanterie-Regiments Nr. 27 (Chasteler) bei der niederösterreichischen und italienischen Armee. Am 30. August 1813 traf er sich mit dem 9.  Jäger-Bataillon bei Krainburg. Die Stadt war von der französischen Brigade Bellotti besetzt. Nach heftigen Kämpfen der Truppen unter Paumgartten und dem Oberstlieutenant Göldlin wurde die Stadt erobert. Am 13. November 1813 besetzte er im Gefecht bei Caldiero das Schloss von Soave. Dadurch konnte er den Übergang der Franzosen über die Alponbrücke bei Villanuova verhindern. Am 3. Mai 1814 stand er in der Schlacht bei Tolentino auf der Höhe von Madia. Der Versuch der neapolitanischen Armee das Regiment dort zu vertreiben scheiterten. Feldmarschall-Lieutenant Bianchi ordnete den Sturm an. Die überraschte neapolitanische Armee löste sich auf; die Soldaten flohen  nach Gallioso, das sie in völliger Auflösung erreichten. Wegen seines ausgezeichneten Verhaltens bei Tolentino erhielt er den Leopold-Orden.
Im Jahr 1821 wurde Paumgartten in Neapel zum Generalmajor befördert. Danach kam er im Jahr 1827 als Festungskommandant nach Capua, dann als Brigadier nach Mantua und im Jahr 1828 nach Klagenfurt. Im Jahr 1830 kam er wieder nach Italien, wurde 1832 Feldmarschall-Lieutenant und Divisionär des Reservecorps in Verona, im Jahre 1834 Inhaber des Infanterie-Regiments Nr. 21 und zuletzt 1839 Stadt- und Festungskommandant von Prag, wo er 79 Jahre alt starb.

## Familie
Paumgartten heiratete am 29. Juni 1808 Therese Edle von Beck (* 26. Juli 1772; † 12. März 1869). Das Paar hatte mehrere Kinder:
- Franz Xaver Maria Alois (* 8. Januar 1811; † 19. November 1866) ⚭ Freiin Franziska Lexa von Aehrenthal (* 13. März 1819)[3]
- Maria Anna Christine Therese (* 12. Januar 1813)[4] ⚭ 1858 Friedrich Sachse von Rothenburg (* 16. Dezember 1798; † 25. Februar 1880)